# Pani ca meusa

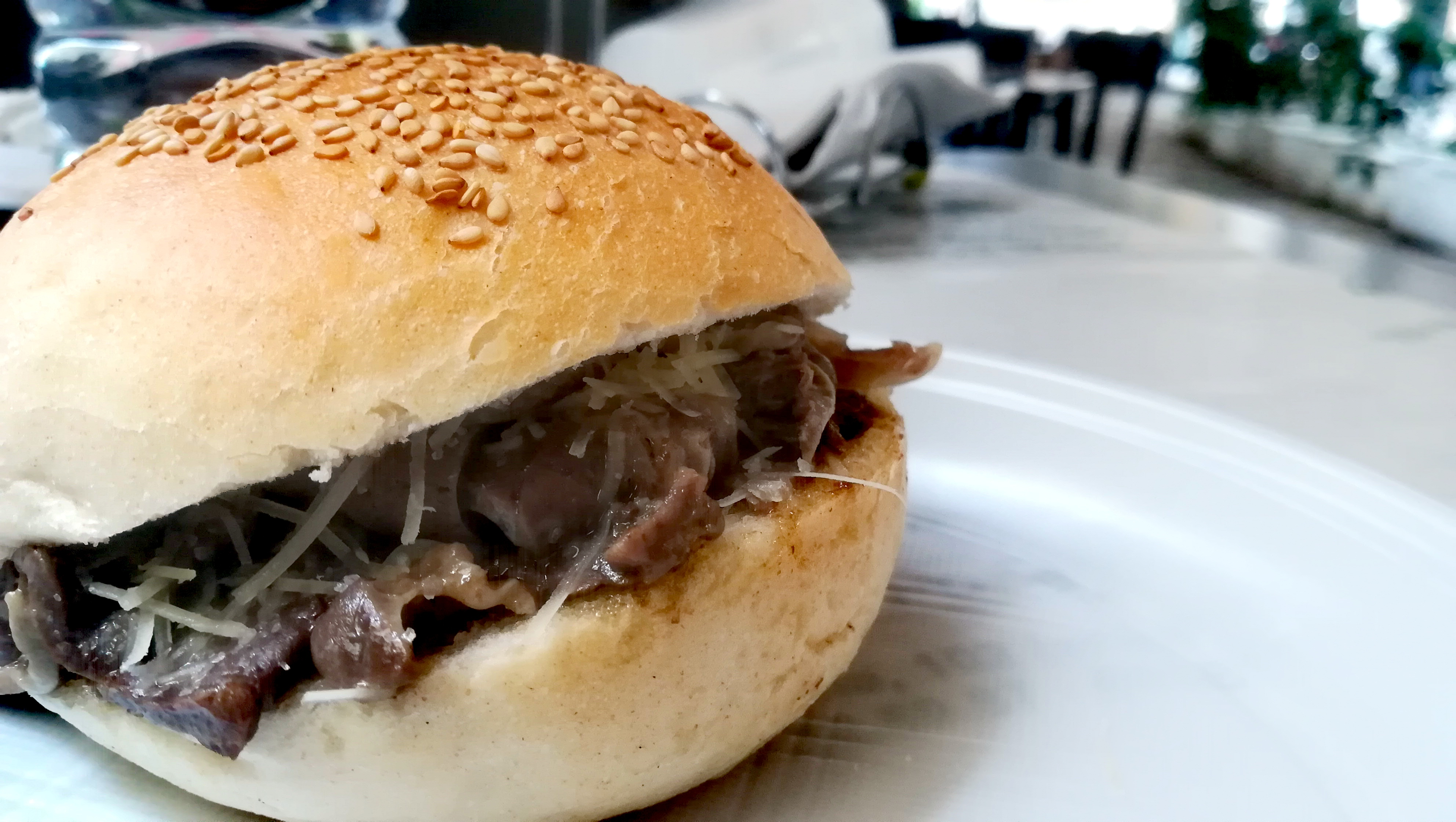
Pani ca meusa en Palermo.

El pani ca meusa, italianizado pane con la milza (‘pan con bazo’), es un ejemplo de la tradición gastronómica siciliana de la categoría llamada cibo di strada (‘comida callejera’), precursora de la actual comida rápida.
Este plato, tradición exclusiva de Palermo, consiste en un pan tierno (vastella), cubierto con un poco de sésamo, que se rellena con trozos de bazo y pulmón de ternera. Primero se hierven el bazo y el pulmón y luego, una vez picados, se saltean brevemente en manteca de cerdo. El panino puede completarse con queso caciocavallo rallado o requesón (ricotta), llamándose en este caso maritatu (‘casado’) cuando lleva algo más o schettu (‘célibe’), cuando va solo, sin nada más.
Los utensilios típicos del meusaru son una cacerola inclinada, dentro de la cual se fríe la manteca mientras en la parte alta esperan las rodajas de bazo y pulmón para cocinarse al momento, y un tenedor de dos dientes con el que se toman las rodajas fritas, se escurren brevemente y se meten en la vastella muy caliente, manteniéndose así en un paño. Se sirve caliente, dándolo al cliente a la mano, en un papel.
La mayor parte de los meusari son ambulantes y se encuentran en mercados como el de Vucciria. Los más famosos son la Antica Focacceria San Francisco, que data de 1834 y cuyo propietario ha hecho de la lucha contra el pizzo una causa propia, denunciando las extorsiones de la mafia, L'Antica Focacceria di Porta Carbone y la Famiglia Basile en el mercado de la Vucciria.

## Historia
El origen de este plato parece remontarse a la Edad Media, cuando los judíos palermitanos dedicados a la matanza no podían recibir dinero a cambio del trabajo por motivos religiosos, así como recompensa guardaban las entrañas, que revendían relleno junto a pan y queso. Expulsados por Fernando II de Aragón el Católico, esta actividad fue retomada por queseros palermitanos. De hecho, el consumo de vísceras, especialmente popular en Palermo, es típico de las comunidades en las que la carne era consumida por las familias nobles y el pueblo empleaba los despojos de la matanza.
La comida preparada en la calle es también típicamente árabe, como en el caso del kebab. En Palermo, además del pani ca meusa, se encuentran también en la calle panelle y crocchè (cazzille), la sfincione (pizza siciliana), la stigghiola, la frittola, el musso, el carcagnolo, la quarume, el pulpo, el arenque y una variedad de platos para comer de pie: arancine, calzoni, spiedini (brochetas), ravazzate, etcétera.